# Atractiella brunaudiana
Atractiella brunaudiana är en svampart som beskrevs av Sacc. 1886. Atractiella brunaudiana ingår i släktet Atractiella och familjen Phleogenaceae.   Inga underarter finns listade i Catalogue of Life.